# Strauzia perfecta
Strauzia perfecta är en tvåvingeart som först beskrevs av Friedrich Hermann Loew 1873.  Strauzia perfecta ingår i släktet Strauzia och familjen borrflugor. Inga underarter finns listade i Catalogue of Life.